# Pariser Platz
Der Pariser Platz ist ein bei der Stadterweiterung im Jahr 1734 angelegter Platz am Ende der Prachtstraße Unter den Linden im Berliner Ortsteil Mitte des gleichnamigen Bezirks. Im Zweiten Weltkrieg zerstört, lag er 1961–1989 im Grenzgebiet der geteilten Stadt und wurde danach wieder aufgebaut. Am westlichen Rand des quadratischen Platzes befindet sich das Brandenburger Tor von Carl Gotthard Langhans. Er gilt seit dem Abschluss der Neugestaltung 2008 wieder als „gute Stube Berlins“.

## Geschichte

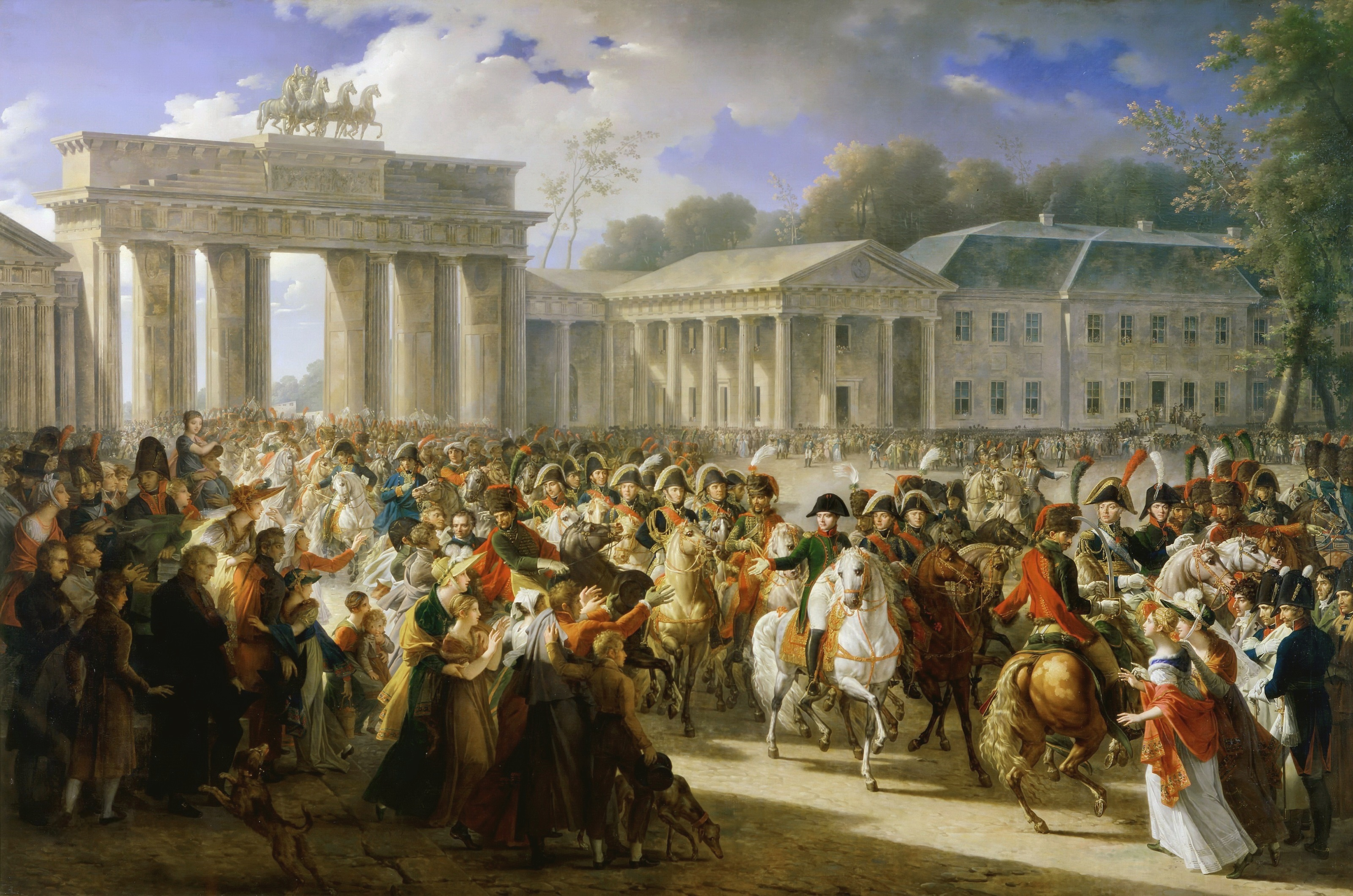
Einzug Napoleons in Berlin am 27. Oktober 1806, Gemälde von Charles Meynier, 1810

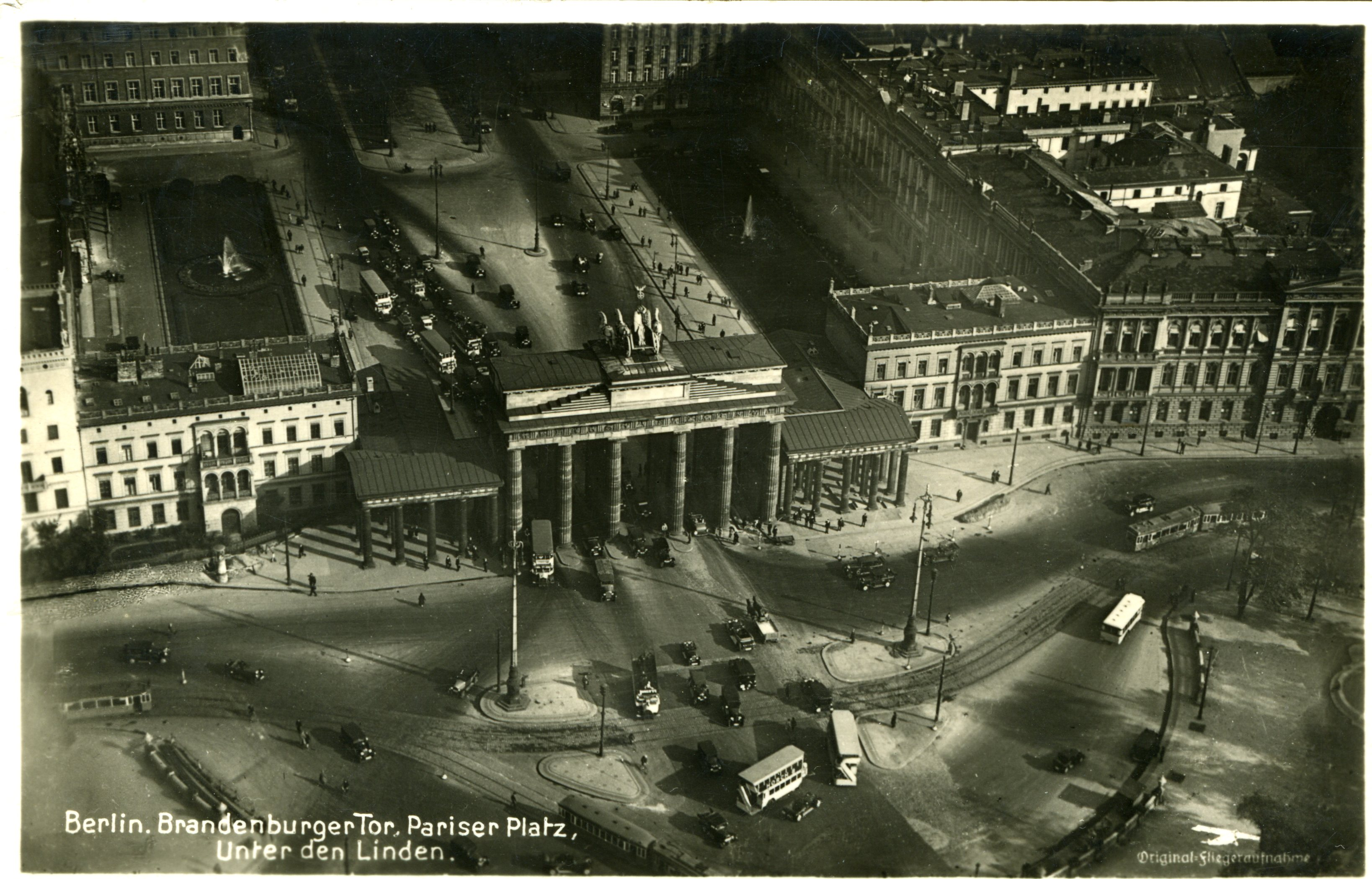
Brandenburger Tor mit dem dahinter liegenden Pariser Platz (vor 1945)

Der Pariser Platz wurde zwischen 1732 und 1734 bei der zweiten barocken Stadterweiterung (auch der angrenzenden Friedrichstadt) unter Friedrich Wilhelm I. durch Philipp Gerlach angelegt. Er war anfangs nur mit Stadtpalais des Adels bebaut. Der ursprüngliche Name des Platzes war – gemäß seiner Form – Viereck oder – nach dem Französischen – Quarree. Zusammen mit den zur gleichen Zeit entstandenen Plätzen Achteck oder Octogon (seit 1814 Leipziger Platz) und dem kreisförmigen Rondell (seit 1946/1947: Mehringplatz) gab er die neuen südwestlichen Stadtgrenzen vor und formte die Quadratur des Kreises, eine seinerzeit beliebte Figurenfolge.
Im Jahr 1814 erhielt er anlässlich der Eroberung von Paris durch preußische Truppen in den Befreiungskriegen seinen Namen. Ab etwa 1850 wurde die Bebauung des Platzes in klassizistischem Stil vereinheitlicht. Im Jahr 1880 gestaltete der Gartenbaudirektor Hermann Mächtig den Platz neu, dabei entstanden an den Seiten des Platzes zwei rechteckige Schmuckbeete. In deren Mitte befand sich je ein rundes Brunnenbecken mit einer aus einer bronzenen Akanthusblätterkrone entspringenden Fontäne. Um die Wende des 19. zum 20. Jahrhundert wurde eine weitere Umgestaltung derartig vorgenommen, dass an diesem Platz Bogenlicht-Kandelaber nach Plänen von August Vogel aufgestellt wurden. Die Kandelaber wurden in der Hofgießerei Martin & Piltzing hergestellt.
Im Jahr 1926 malte Oskar Kokoschka den Platz.
Der Pariser Platz erlitt im Zweiten Weltkrieg starke Zerstörungen, speziell 1945 (Schlacht um Berlin). Die verbliebenen Gebäude ließ die DDR bis zum Bau der Berliner Mauer ganz abreißen, nur der hintere Teil des Palais Arnim blieb erhalten. Nach dem Fall der Mauer wurde ab 1993 über den Wiederaufbau des Platzes kontrovers diskutiert. Im Ergebnis wurde der Platz nach Gestaltungsvorgaben von Bruno Flierl und Hans Stimmann wiederbebaut, ergänzt durch Maßgaben des Berliner Senats. Kernpunkte waren die Berliner Traufhöhe von 22 Metern sowie die Auflage, für die neuen Gebäude ausschließlich stehende Fenster zu verwenden und maximal 50 Prozent der Fassadenfläche in Glas auszuführen: Historische Elemente und moderne Bauweise sollten eine Einheit ergeben, um an die „goldenen Zeiten“ des Platzes anzuknüpfen.
Gartenarchäologische Grabungen ab 1990 führten zur Neugestaltung des Platzes entsprechend dem historischen Vorbild nach Plänen des Landesgartendenkmalpflegers Klaus von Krosigk einschließlich der Fontänen und Granitpflasterung. Von 1998 bis 2002 führten die auf gemeinsamer Trasse verlaufenden Bundesstraßen B 2 und B 5 über den Pariser Platz. Seit der 2002 erfolgten Umgestaltung des Platzes zu einem Fußgängerbereich mit eingeschränktem Fahrverbot (Ausnahmen: Fahrräder, Taxis und Anlieger) wird die Bundesstraßen-Trasse nunmehr südlich über Glinkastraße, Behrenstraße und Ebertstraße bzw. nördlich über die Dorotheenstraße um den Pariser Platz herumgeführt. Darüber hinaus bildet er das Pendant zum Platz des 18. März auf der westlichen Seite des Brandenburger Tores. Dort endet die den Tiergarten durchquerende Straße des 17. Juni.

Brandenburger Tor im Westen des Platzes
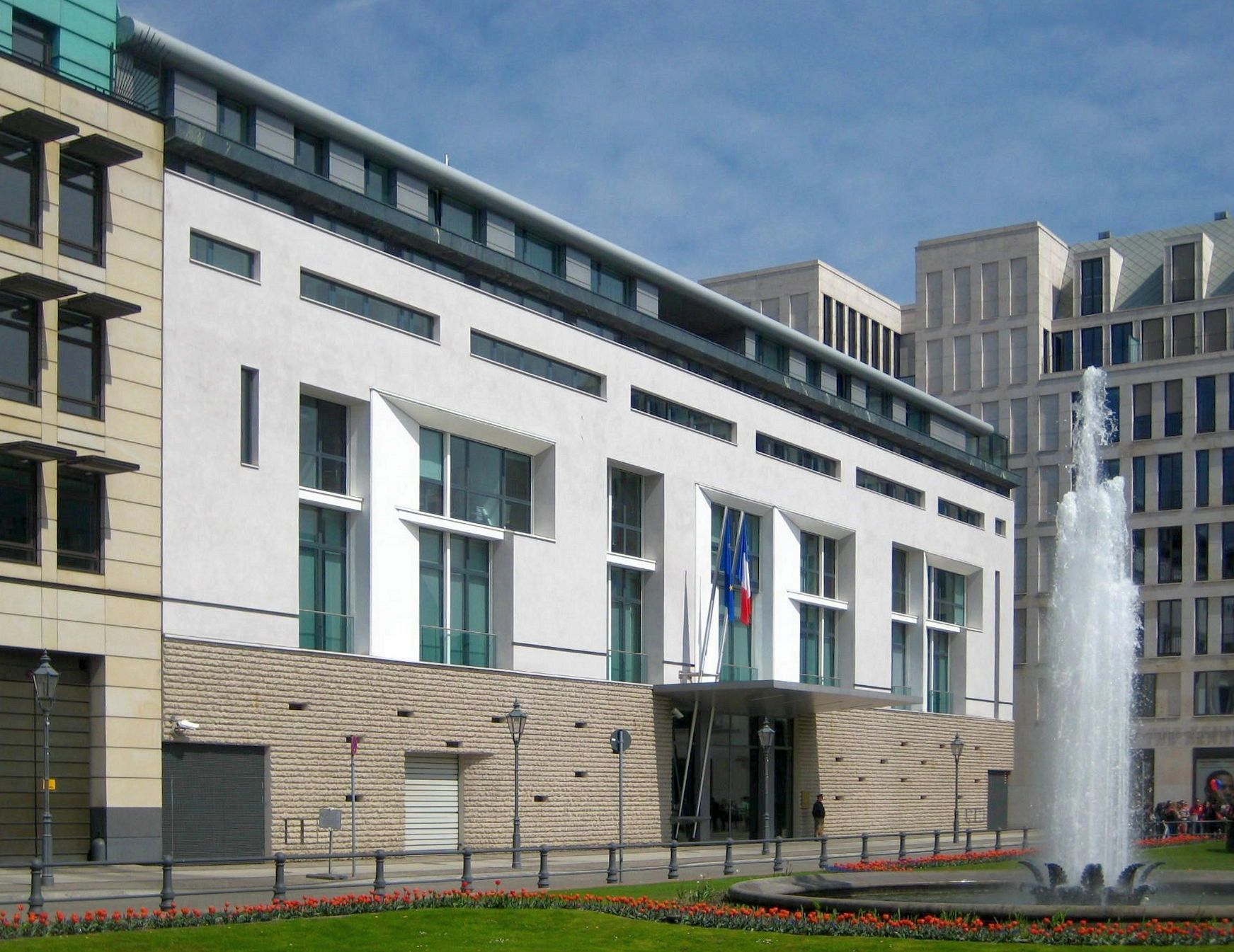
Französische Botschaft im Nordosten
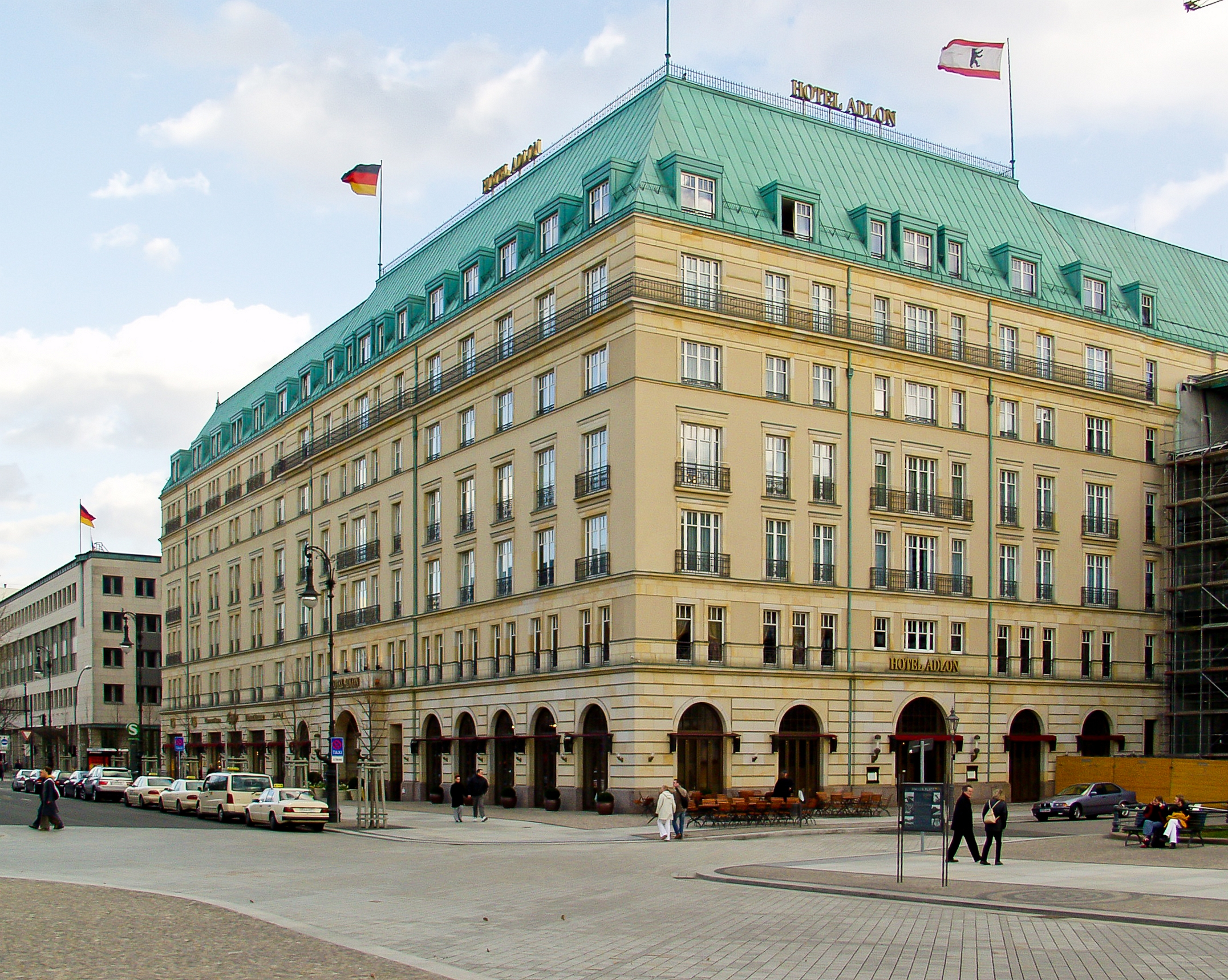
Neubau des Hotels Adlon
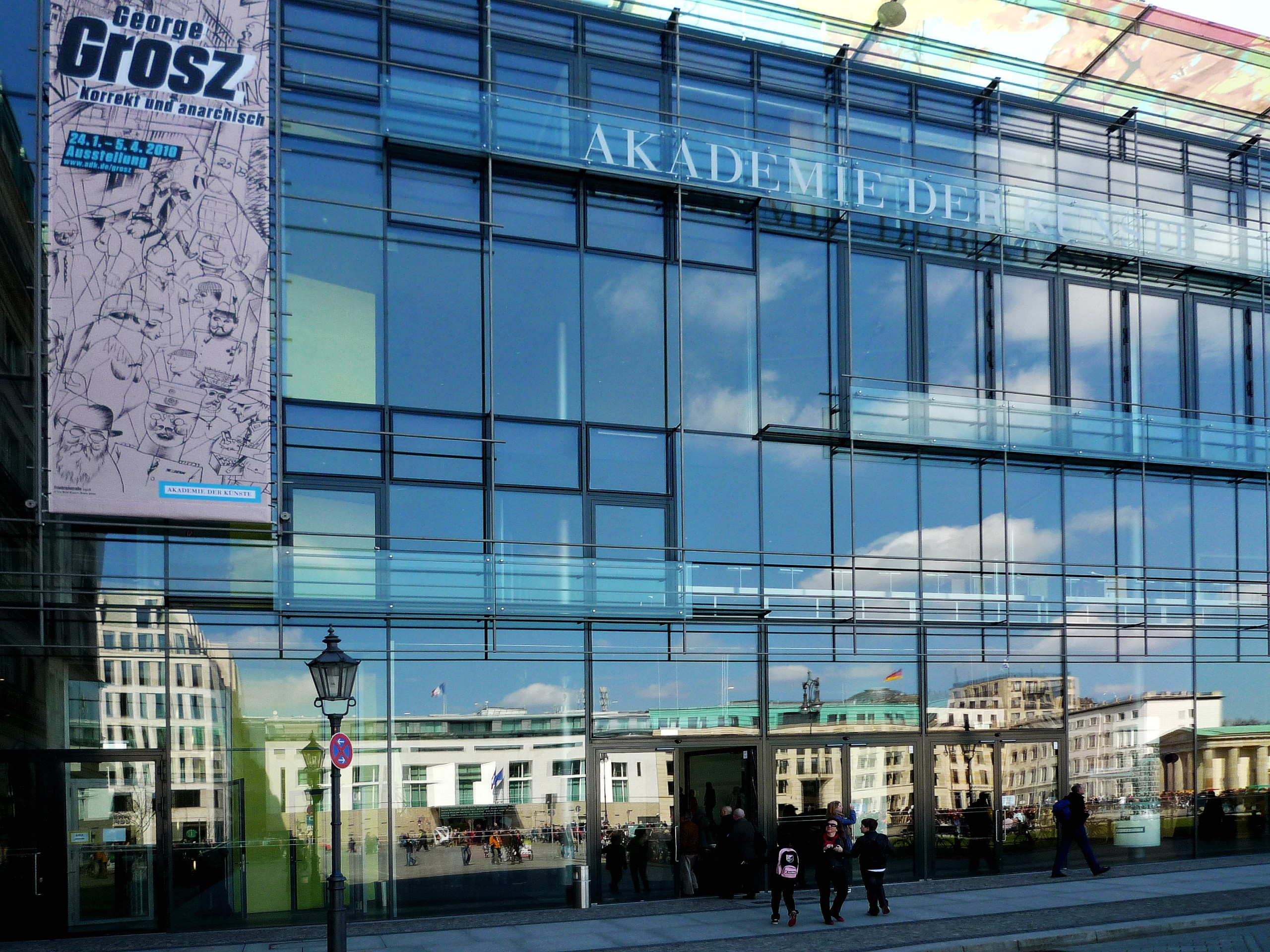
Neubau der Akademie der Künste
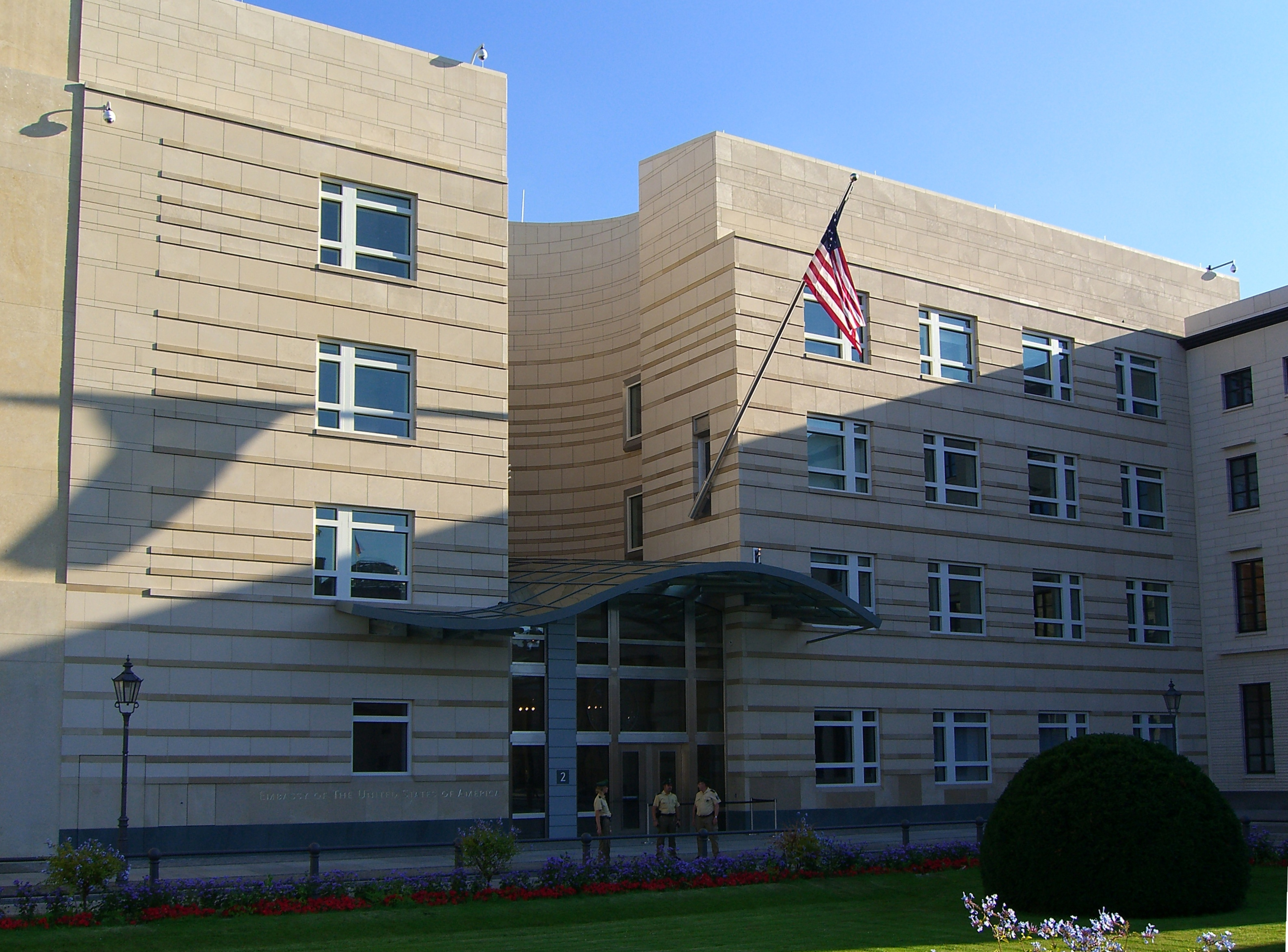
Amerikanische Botschaft im Südwesten

## Gebäude
Direkt am Platz befanden bzw. befinden sich folgende Gebäude (entgegen dem Uhrzeigersinn):
- Brandenburger Tor,
- Haus Sommer, Pariser Platz 1, 1912–1935 Sitz der Bank Hugo Oppenheim & Sohn,[6] seit den 1990er Jahren Commerzbank,[7] südlich an das Tor angrenzend, Neubau in Anlehnung an das historische Gebäude,
- Botschaft der Vereinigten Staaten, Pariser Platz 2 (früher: Palais Blücher),
- Palais Wrangel, Pariser Platz 3, seit den 1990ern DZ-Bank-Gebäude am Pariser Platz,
- Palais Arnim, Pariser Platz 4, 1907 Erweiterung als Sitz der Preußischen Akademie der Künste, 1937 bis 1945 Sitz des Generalbauinspektors für die Reichshauptstadt; 1945 Kriegsschaden am Palais, 1950–1993 Nutzung des unbeschädigten Erweiterungsbaus durch die Akademie der Künste der DDR, 2005 Neubau des 1960 abgerissenen Palais, seither Sitz der Akademie der Künste,
- Redernsches Palais, 1905 abgerissen für den Bau des Hotel Adlon (Unter den Linden 77),
- Pariser Platz 4a ist seit dem 8. Mai 2006 das Hauptstadtbüro des Politik-Magazins Der Spiegel[8] und im Erdgeschoss Sitz einer Starbucks-Filiale. Von 2016 bis 2019 befand sich dort auch das privat geführte Brandenburger Tor Museum,
- Palais Beauvryé, Pariser Platz 5, seit 1835 Sitz der Französischen Botschaft, 1943 beschädigt und später abgerissen, seit dem Ende des 20. Jahrhunderts Standort des Neubaus der Botschaft Frankreichs,
- Eugen-Gutmann-Haus der Dresdner Bank, Pariser Platz 5a/6, wo sich zuvor das Palais Friedlaender-Fuld, Pariser Platz 5a, des Unternehmers Fritz von Friedlaender-Fuld befand,[9]
- Palais am Pariser Platz, Pariser Platz 6a,
- Haus Liebermann, Pariser Platz 7, nördlich an das Tor angrenzend; im Zweiten Weltkrieg zerstört, im Jahr 2000 Neubau in Anlehnung an das historische Gebäude und seitdem Sitz der Stiftung Brandenburger Tor.

Es handelt sich an der Platzfront um Neubauten nach 1990 auf den historischen Grundstücken (ausgenommen das Brandenburger Tor), welche die ursprüngliche Gliederung weitgehend aufnehmen.

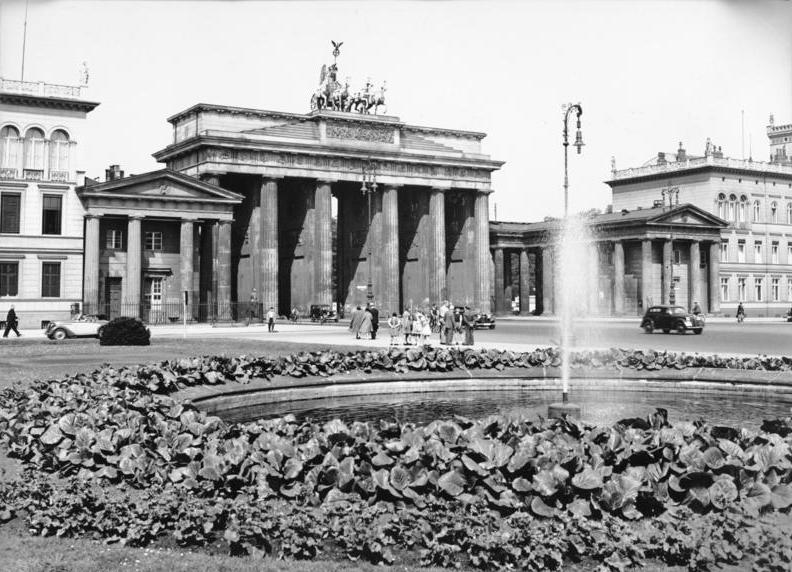
Ansicht des Platzes vor dem Zweiten Weltkrieg, 1939
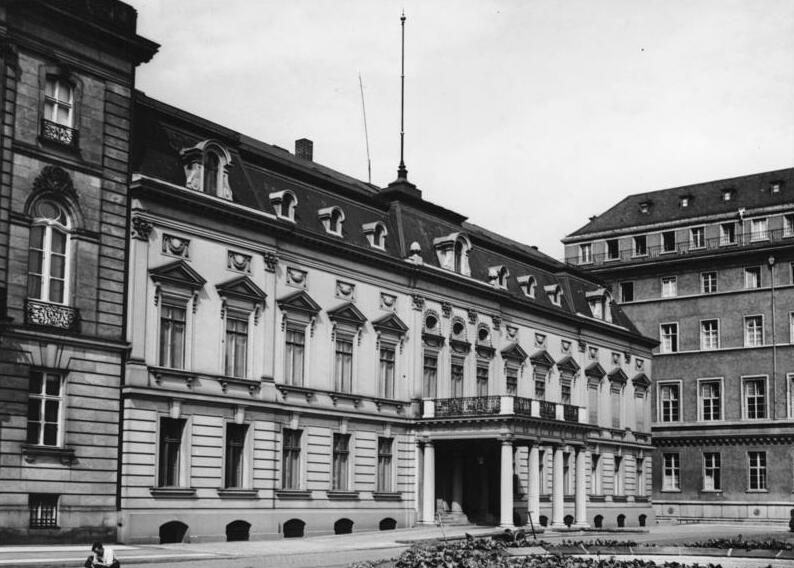
Palais Beauvryé (Französische Botschaft), 1937
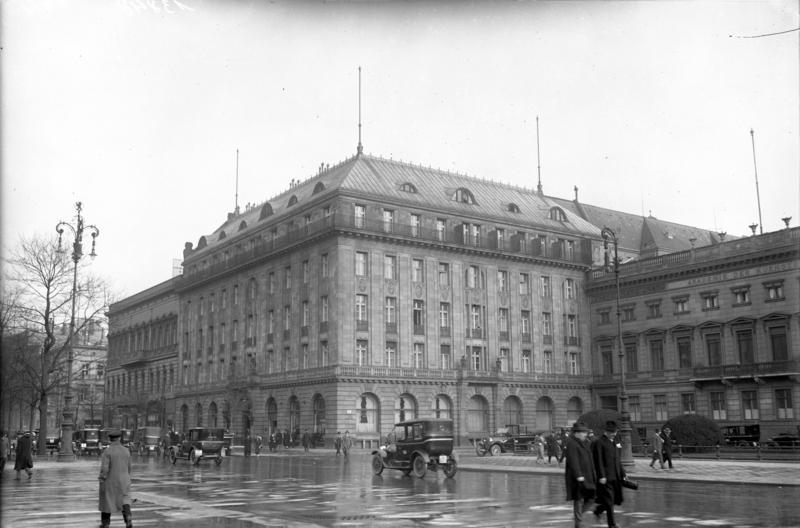
Hotel Adlon, 1926
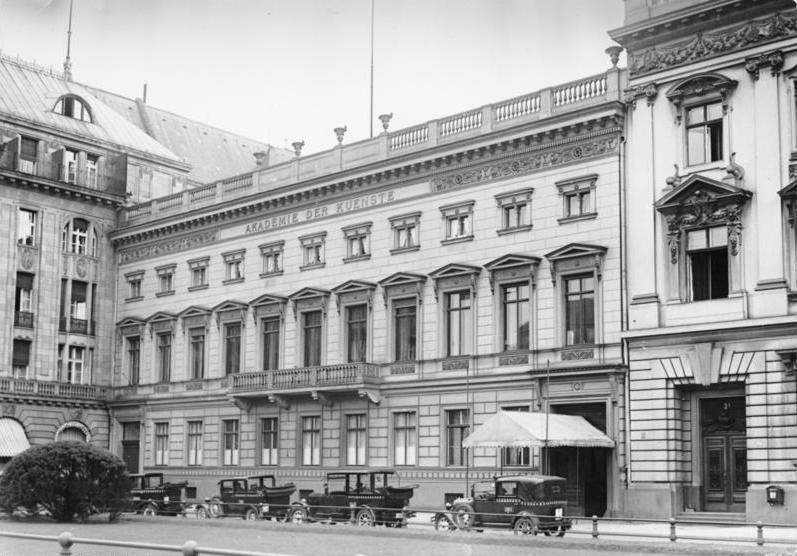
Palais Arnim (Akademie der Künste), 1933
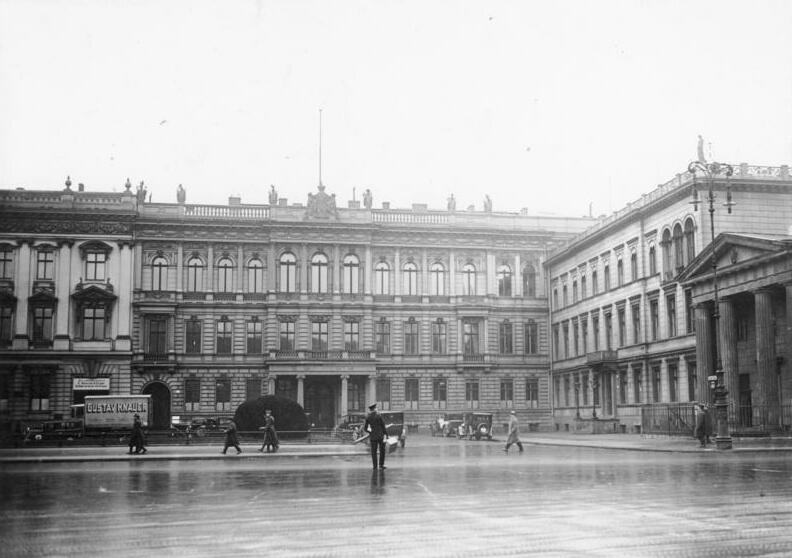
Palais Blücher (Amerikanische Botschaft), 1932
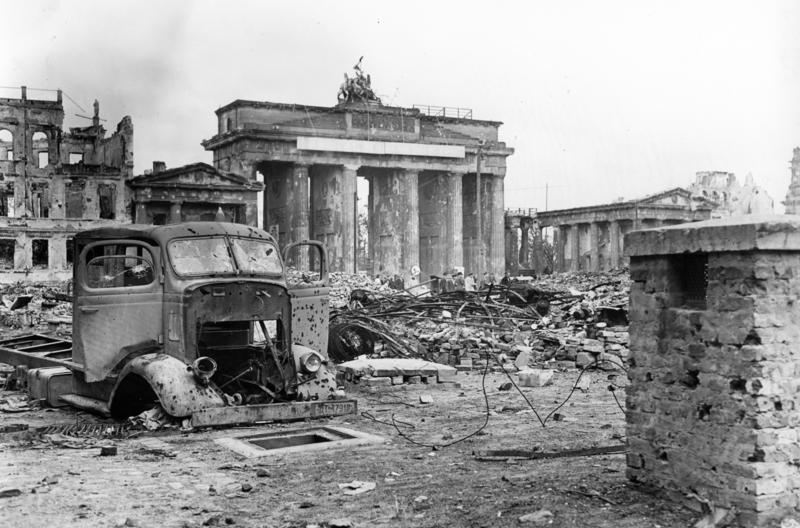
Ansicht des Platzes nach dem Zweiten Weltkrieg, 1945
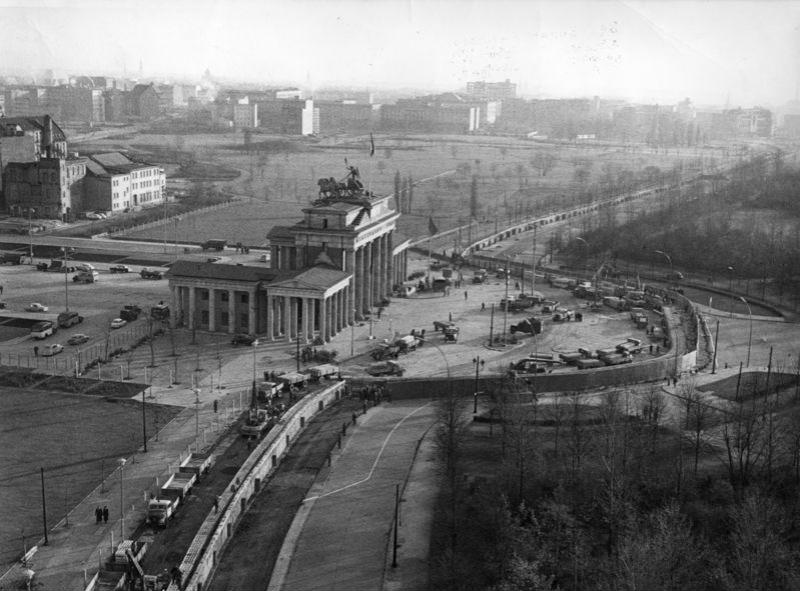
Mauerbau am Brandenburger Tor, 1961

## Umgebung
In der Umgebung befinden sich

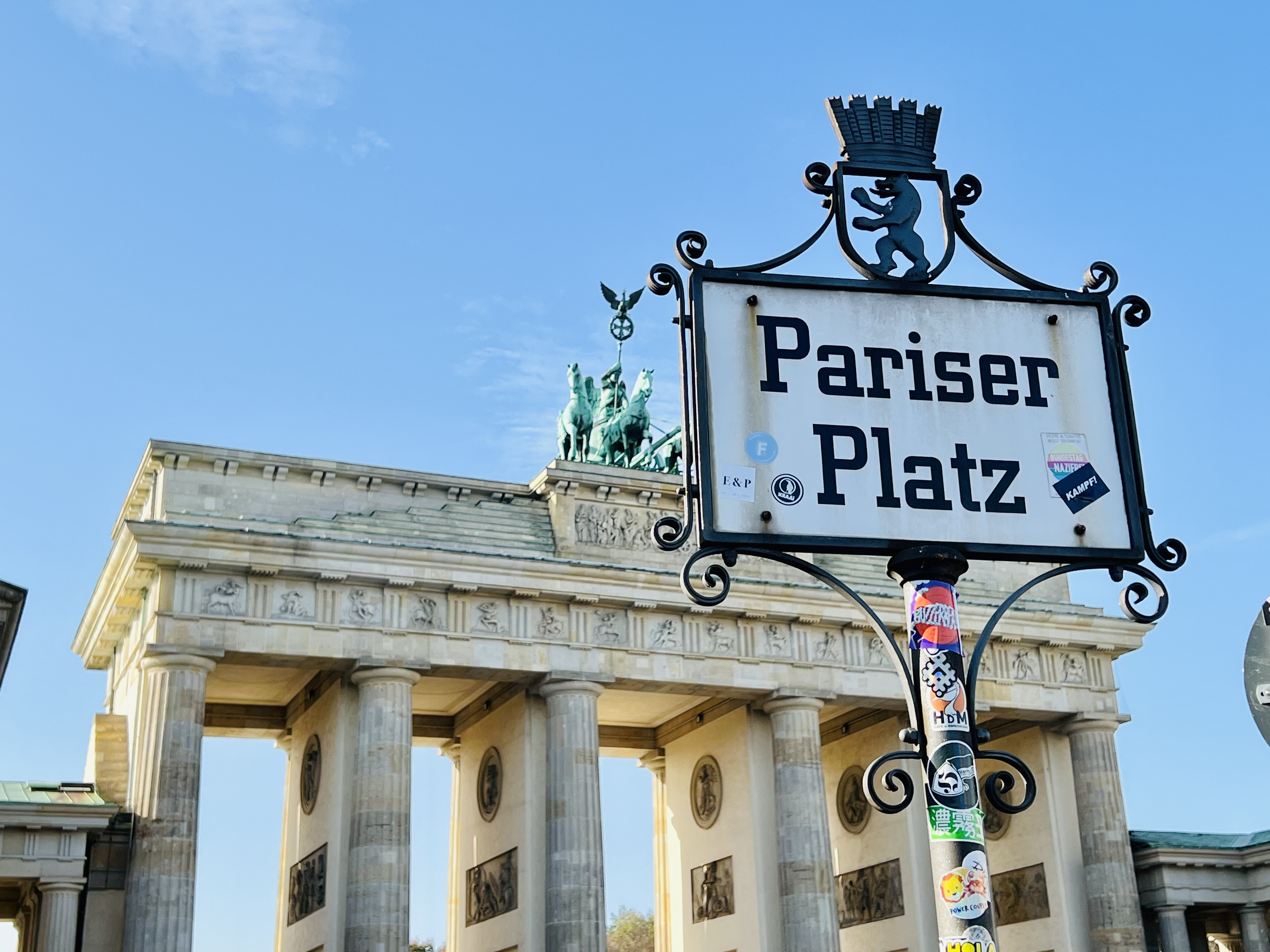
Straßenschild des Pariser Platzes

- nördlich das Reichstagsgebäude mit dem sich hieran anschließenden Parlaments- und Regierungsviertel,
- nordwestlich das Denkmal für die im Nationalsozialismus ermordeten Sinti und Roma Europas,
- westlich das Sowjetische Ehrenmal im Tiergarten,
- südlich das Denkmal für die ermordeten Juden Europas,
- südöstlich die Botschaft von Großbritannien und Nordirland,
- östlich die Botschaften Russlands und Ungarns.

## Prominente Anwohner
- Achim von Arnim, Dichter
- Bernhard von Beauvryé, General, Artilleriekommandeur und Feuerwerker
- August von Kotzebue, Dramatiker
- August Wilhelm Iffland, Schauspieler, Theaterdirektor und Dramatiker
- Gebhard Leberecht von Blücher, Heerführer und Napoleon-Bezwinger
- Friedrich Carl von Savigny, preußischer Staatsminister
- Graf Friedrich Wilhelm von Redern, Generalintendant der Königlichen Schauspiele
- Giacomo Meyerbeer, Komponist
- Graf Friedrich von Wrangel, volkstümlicher preußischer Heerführer und Gouverneur von Berlin
- Max Liebermann, Maler
- Theodor Erdmann Kalide, Bildhauer (privates Atelier an der Ecke Pariser Platz und Unter den Linden)
- Fürstin von Radziwiłł, Pariser Platz Nr. 3
- Albert Speer, Architekt und Rüstungsminister in der Zeit des Nationalsozialismus